# Austin Nichols
Austin Don Nichols (ur. 24 kwietnia 1980 w Ann Arbor) – amerykański aktor, reżyser, producent filmowy i scenarzysta.

## Życiorys

### Wczesne lata
Urodził się w Ann Arbor, w Michigan jako syn Kay (z domu Vermeulen), zawodowej narciarki wodnej, i Davida Nicholsa, radiologa. Jego rodzina miała pochodzenie holenderskie (dziadek ze strony matki), angielskie, szwajcarskie, niemieckie, irlandzkie, szkockie i walijskie. Przed swoimi pierwszymi urodzinami wraz z rodziną przeniósł się do Austin w Teksasie. Wychowywał się ze starszą siostrą Ashley. Był wyczynowym narciarzem wodnym, reprezentując USA. Junior Water Ski Team w Panamerykańskich Mistrzostwach w 1997; zajął trzecie miejsce na liście World Junior Rankings w imprezie Tricks i dwukrotnie jeździł na nartach w Junior U.S. Mistrzostwa Masters. W 2002 ukończył studia na Uniwersytecie Południowej Kalifornii, uzyskując dyplom z języka angielskiego.

### Kariera
Jego kariera aktorska rozpoczęła się, gdy rozbił bramę na imprezie na Sundance Film Festival i podpisał kontrakt z menedżerem. Po gościnnym udziale w serialu fantastycznonaukowym Fox Sliders – Piąty wymiar (1999), zagrał postać Sammy’ego w familijnym westernie fantasy Durango Kids (1999). Stał się rozpoznawalny dzięki roli Julina Bakera w serialu młodzieżowym Pogoda na miłość (One Tree Hill). Jest znany również z ról w filmach takich jak Pojutrze (The Day After Tomorrow, 2004) u boku Jake’a Gyllenhaala i Dennisa Quaida oraz Wimbledon (2004) z Kirsten Dunst i Paulem Bettany.
Nauczył się grać w tenisa na Wimbledonie w 2004, koszykówkę na  w 2006 i surfować na John From Cincinnati w 2007.

## Życie prywatne
W latach 2009–2012 był związany z aktorką Sophia Bush, którą poznał na planie serialu Pogoda na miłość. W latach 2013–2017 był w związku z Chloe Bennet.